# Karosa Série 800
Karosa série 800 est le nom collectif pour plusieurs véhicules de la République tchécoslovaque produits par l'entreprise nationale Karosa Vysoke Myto.

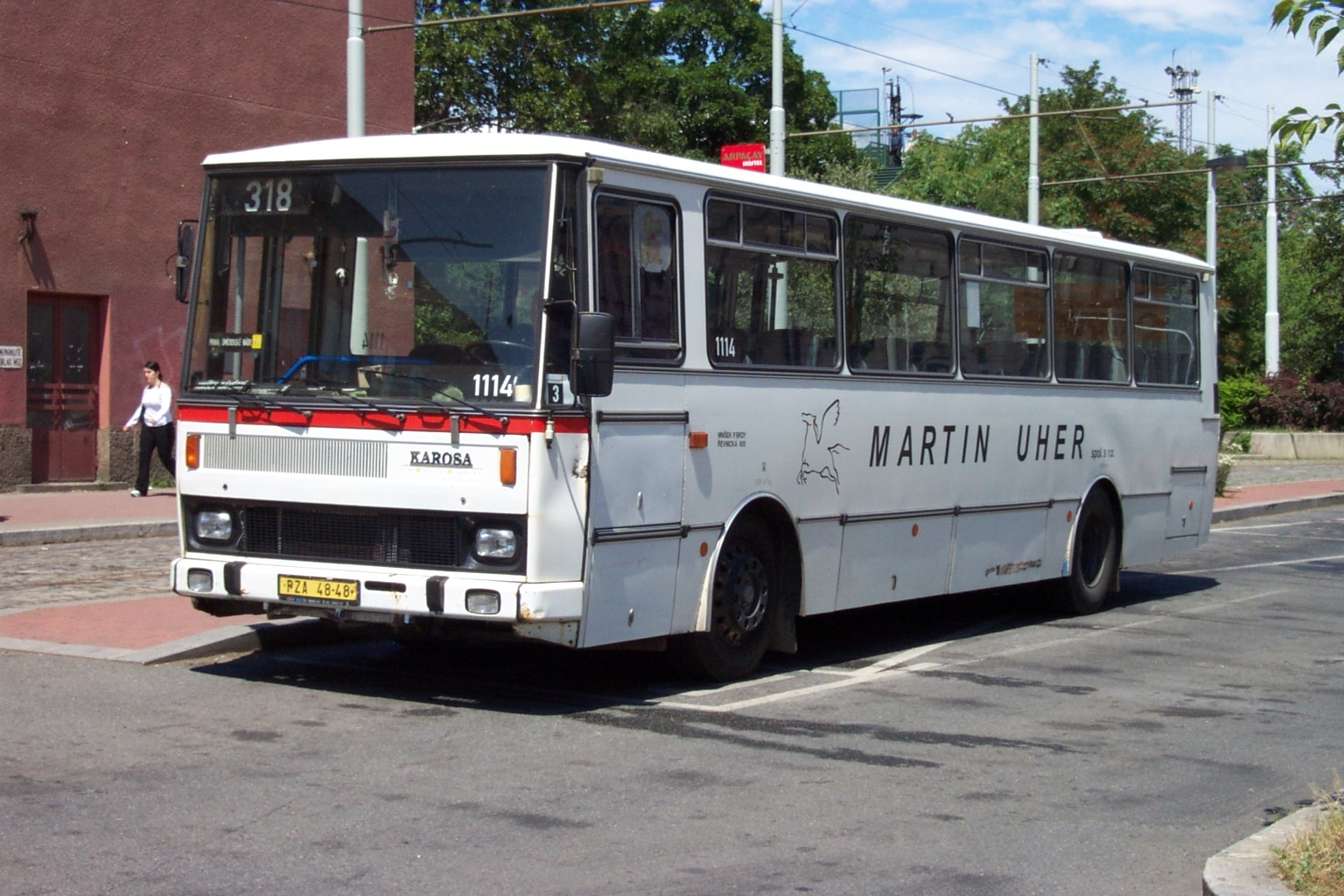
Autobus Karosa C 834

## Historique
Cette désignation a été d'abord utilisée pour trouver un successeur bus série 700 qui ont été produits en série depuis 1981.

### Les années 1980
L'historique du projet de la série 800 de Karosa remonte à 1983, quand c'est Skoda Ostrov instruction du gouvernement de la Tchécoslovaquie, projet visant à élaborer un système unifié de véhicules, qui avec des changements mineurs pourraient être produits en tant que bus et trolleybus. La raison était de réduire le coût de production (Skoda et Karosa) et des acheteurs qui ne seraient pas acheter des pièces de rechange pour un véhicule totalement différent. Il a été créé comme un projet de trolleybus Skoda 17-TR (bus Karosa B 831). Selon le plan original, il doit être produit dans l'entreprise Karosa  deux types de trolleybus de la marque Škoda.

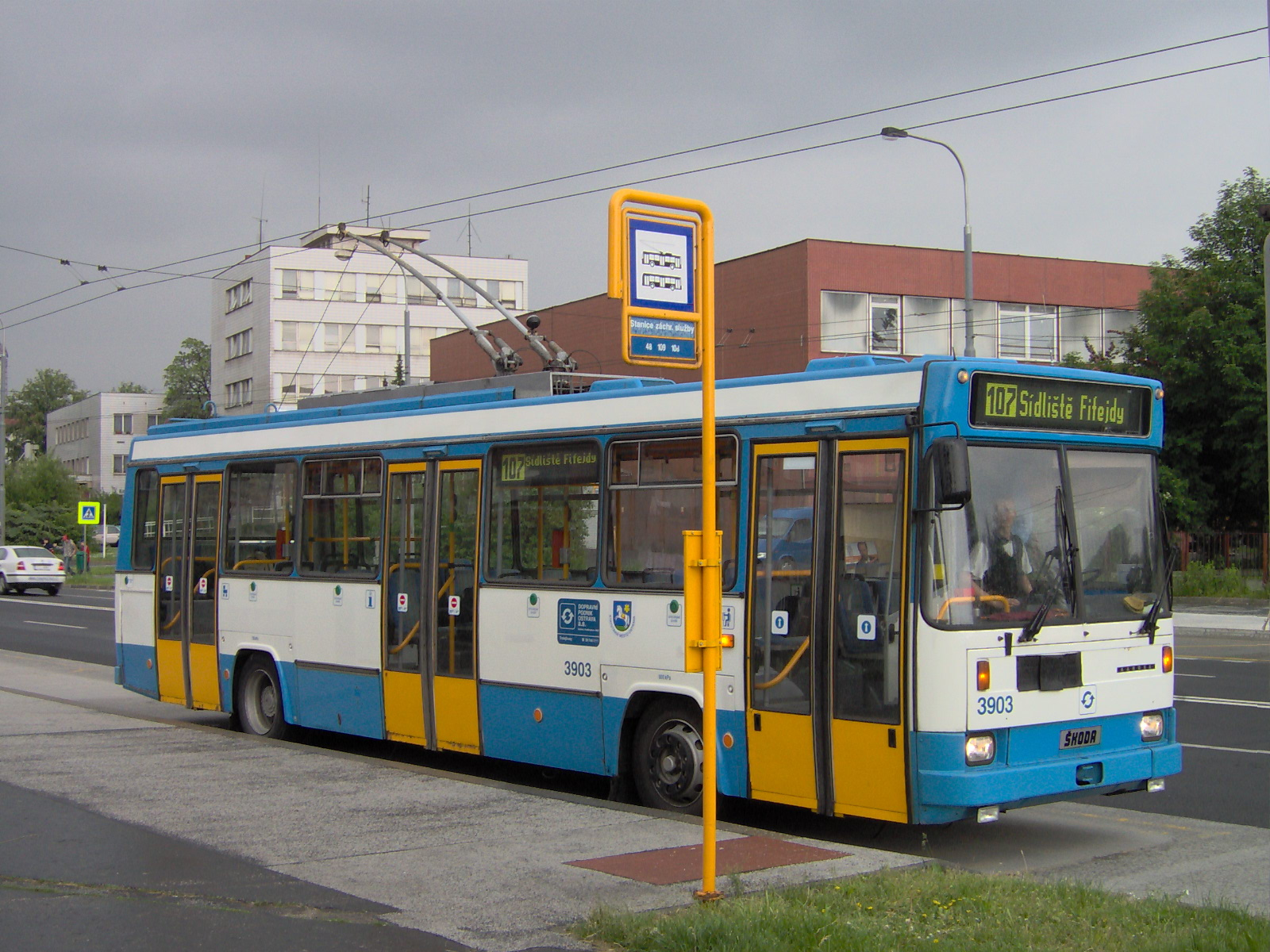
Škoda 17-TR

La première série des nouveaux véhicules unifiées a été produite en 1987 et 1988. Ils étaient six échantillons fonctionnels et des prototypes (trois bus et trois trolleybus). L'intention, cependant, n'a pas promis des investissements d'État pour l'expansion nécessaire des installations de production Karosa a eu lieu et le projet 17-TR / B 831 a été achevée en 1989. Le plan original était de la production de articulés dvoučlánkových (18Tr) et tříčlánkových trolleybus (19Tr), ainsi que la ligne de production standard (C 833), la ligne urbaines (C 843) autobus articulé (B 841). Parmi les trois véhicules construits, le B 831 est finalement reçu qu'une seule. Il est depuis 1995 dans les collections du Musée technique de Brno.

### Les années 90
Au milieu des années 1990 (plus précisément en 1997), Karosa ne produit plus de véhicules de la série 700, qui ont été remplacés dans la production d'une variante modernisée qui a été identifiée comme Karosa Série 900 (production depuis 1996). Dans certains États de l'ancienne Union soviétique, des problèmes ont surgi avec l'approbation de ces nouveaux autobus et, parce Karosa pourrait perdre ces clients importants, a commencé à produire des véhicules portant le numéro de la série 800. Pratiquement, ils étaient peu modifiés par rapport à la série 700, la conception de ces deux lignes étant presque identiques. La production de ces bus a duré de 1997 jusqu'en 1999, quand il a commencé à être exporté vers la Russie a un certain nombre de la future série 900.
Quelques véhicules de la série 800 apparu, en raison de problèmes financiers des acheteurs d'origine, même dans la République tchèque et la Slovaquie. Autres véhicules de cette série dans l'ancienne Tchécoslovaquie, équitation comme une « reconstruction » de vieux autobus 700, le transporteur a acheté un nouveau véhicule, qui a reçu les documents de l'ancienne.

## Variantes
- Années 1980.

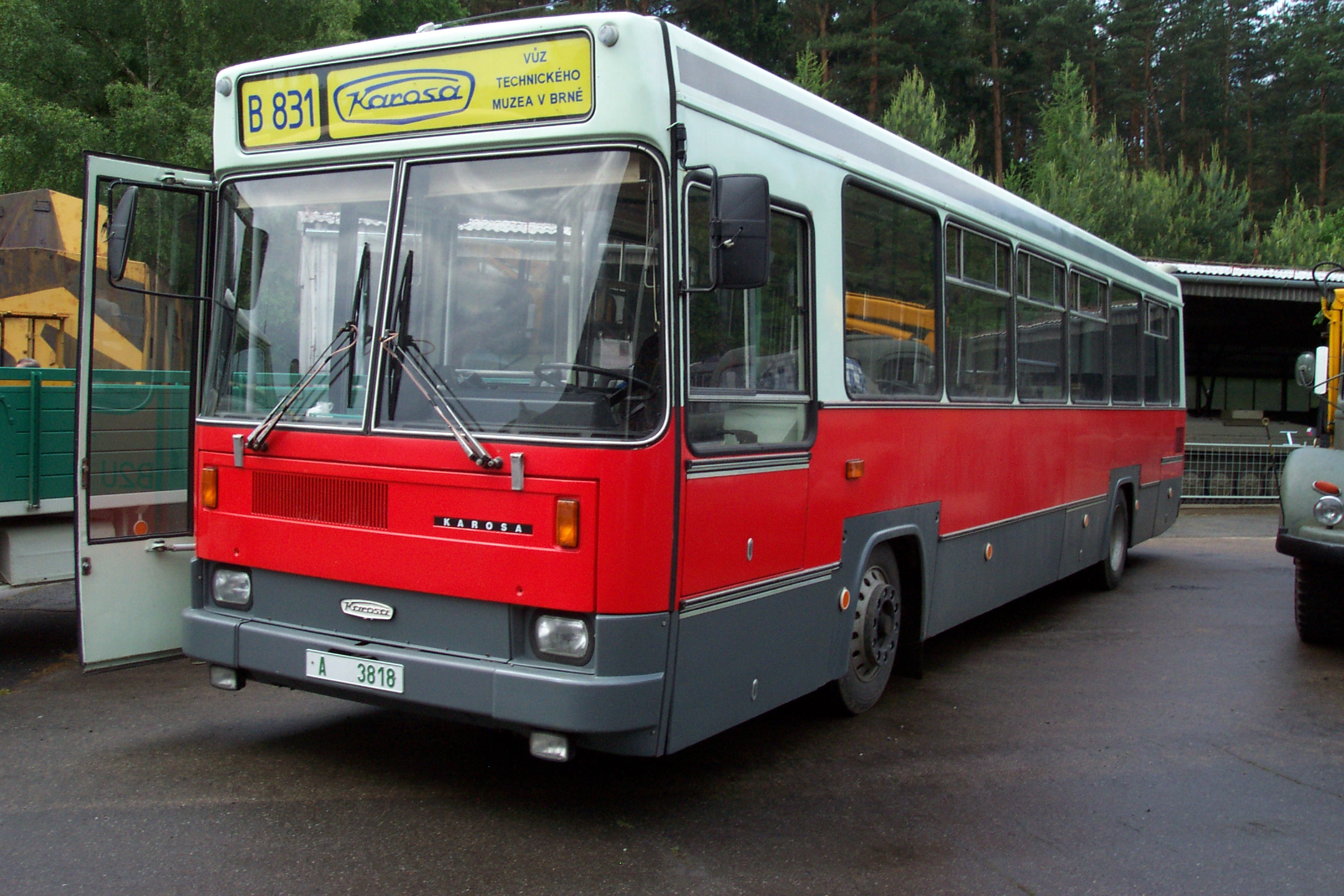
Karosa B 831

  - Karosa B 831 - bus standard trois portes.

- Années 1990.
  - Karosa B 832 - Autobus urbain et suburbains trois portes.
  - Karosa C 834 - autobus interurbains deux portes.
  - Karosa C 835 - bus interurbains deux portes.
  - Karosa B 841 - autobus articulé quatre portes.